# NGC 83
NGC 83 è una galassia ellittica situata nella costellazione di Andromeda. La galassia è stata scoperta il 17 agosto 1828 dall'astronomo britannico John Herschel.
Ha una magnitudine apparente di circa 13 ed è situata ad una distanza stimata attorno a 260 milioni di anni luce dal nostro sistema solare.